# William Stukeley
William Stukeley (ur. 7 listopada 1687 w Holbeach w hrabstwie Lincolnshire, zm. 3 marca 1765 w Londynie) – angielski lekarz, duchowny anglikański, badacz starożytności.

## Życiorys
Ukończył studia medyczne na University of Cambridge (1708), później prowadził własną praktykę lekarską w Lincolnshire. Od dziecka zainteresowany wszelkimi kuriozami, w wolnym czasie urządzał wyprawy w plener, podziwiając ogrody, dzieła architektury i pamiątki historyczne. W 1717 roku osiadł w Londynie, gdzie został członkiem Royal Society i Society of Antiquaries of London. Przyjaźnił się m.in. z Isaaciem Newtonem i Edmondem Halleyem. W 1730 roku został ordynowany na duchownego w Kościele Anglikańskim i w tym samym roku objął parafię w Stamford, następnie od 1747 roku aż do śmierci pełnił posługę w kościele św. Jerzego w Londynie.
Między 1720 a 1724 rokiem odbył kilka ekspedycji do Wiltshire, gdzie badał kręgi kamienne w Stonehenge i Avebury. Był pierwszym, który sporządził dokładne plany tych stanowisk i zauważył, że są one zorientowane pod względem astronomicznym. Plonem jego badań jest obszerne dzieło History of the Ancient Celts, zaczęte w 1723 roku i nigdy nieukończone. Ukazały się jedynie dwa pierwsze tomy, poświęcone Stonehenge (1740) i Avebury (1743). Zgodnie z poglądami Stukeleya prehistoryczne budowle megalityczne były dziełem celtyckich druidów.